# Пролог (фильм)
Пролог — советский цветной художественный фильм, снятый в 1956 году режиссёром Ефимом Дзиганом.

## Сюжет
9 января 1905 года Поп Гапон возглавляет шествие рабочих в Петербурге на Дворцовую площадь к царю. Большевики Фёдор и Марфа предостерегают обманутых людей о грозящей опасности, народу нечего ждать монаршей милости. Отец Марфы, рабочий Круглов, резко обрывает дочь. Медленно движется многотысячная толпа. Перед Зимним дворцом глухая стена солдат преграждает ей путь. Угрожающе поблескивают штыки. Марфа обращается со словами горькой рабочей правды к солдатам. Но раздаётся команда, звучат залпы. Невинно погибают сотни безоружных людей. Рушится слепая вера в царя. По новому начинает смотреть на мир и рабочий Матвей Круглов. Он скрывает у себя вернувшегося из Женевы от Ленина подпольщика Фёдора. Вскоре сюда приходит и солдат Филимонов, один из тех, к кому обращалась Марфа. Призыв Ленина начать революционную борьбу находит отклик в сердцах рабочих. В Петербурге начинается забастовка. Берутся за оружие и пролетарии из Москвы. Героически сражается и Красная Пресня. Сюда с письмом от Ленина приезжает большевик Фёдор. Тяжело раненный, он поднимает над баррикадой знамя революции. Царские войска атакуют рабочих. Но победно звучит революционная песня. Вместе с ней действие переносится в 1917 год. Среди штурмующих Зимний дворец — рабочий Круглов, Филимонов и Марфа.

## В ролях
- Николай Плотников — Владимир Ильич Ленин
- Мария Пастухова — Надежда Крупская
- Павел Кадочников — Максим Горький
- Владимир Соловьёв — Матвей Фомич Круглов, рабочий Путиловского завода
- Инна Кондратьева — Марфа Круглова
- Виктор Авдюшко — Фёдор, большевик
- Данута Столярская — Катя, большевичка
- Нина Родионова — Варвара, большевичка
- Павел Винник — Филимонов
- Зинаида Воркуль — Иванова
- Николай Граббе — Юркку, большевик
- Пётр Константинов — Зелёный
- Геннадий Юдин — Игнатий
- Владимир Колчин — Николай II
- Ефим Копелян — Георгий Гапон
- Пётр Савин — Косой